# 桧塚奥峰
桧塚奥峰（ひのきづかおくみね）は、日本の三重県松阪市飯高町青田にある標高1,420mの山である。桧塚奥峰は台高山脈を構成する山のひとつ。他の府県との境界上にある山を除けば三重県の最高峰である。

## 登山道
桧塚奥峰に至る登山道には、主要なものが2つある。
- 三重県側のマナコ谷登山口（木屋谷川林道）から登る山道。所要時間は約2時間15分ほど。
- 奈良県側から明神岳・明神平を経由して登るルート。最寄りの駐車スペースから約2時間40分を要する。公共交通を利用する場合、奈良交通大又バス停から駐車スペースまで更に70分かかる。

## 交通
- 近鉄大阪線榛原駅（奈良県宇陀市）より奈良交通バス70系統大又行き乗車、終点大又（奈良県吉野郡東吉野村）下車。終点から山頂まで徒歩約3時間50分。

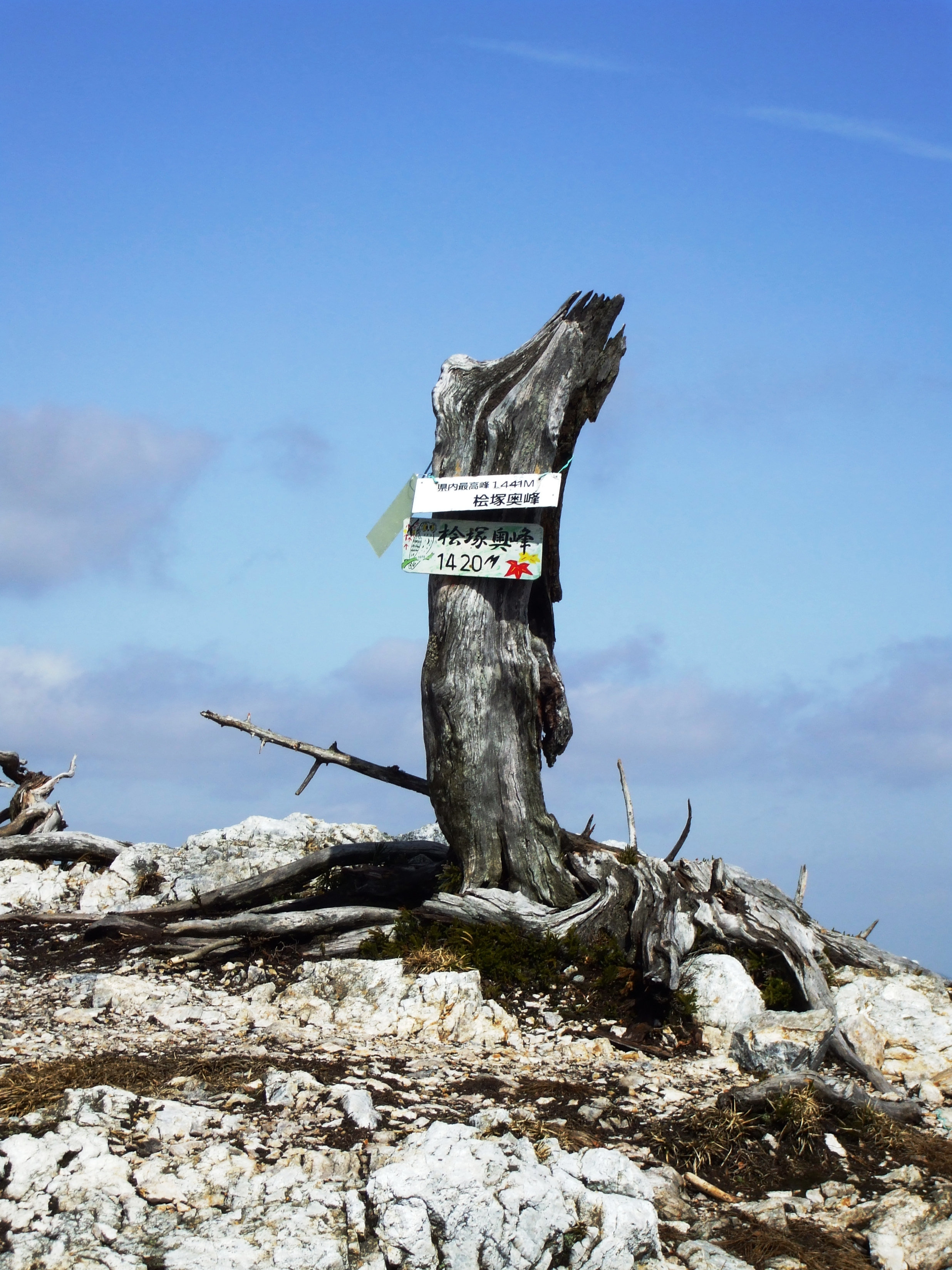
桧塚奥峰山頂
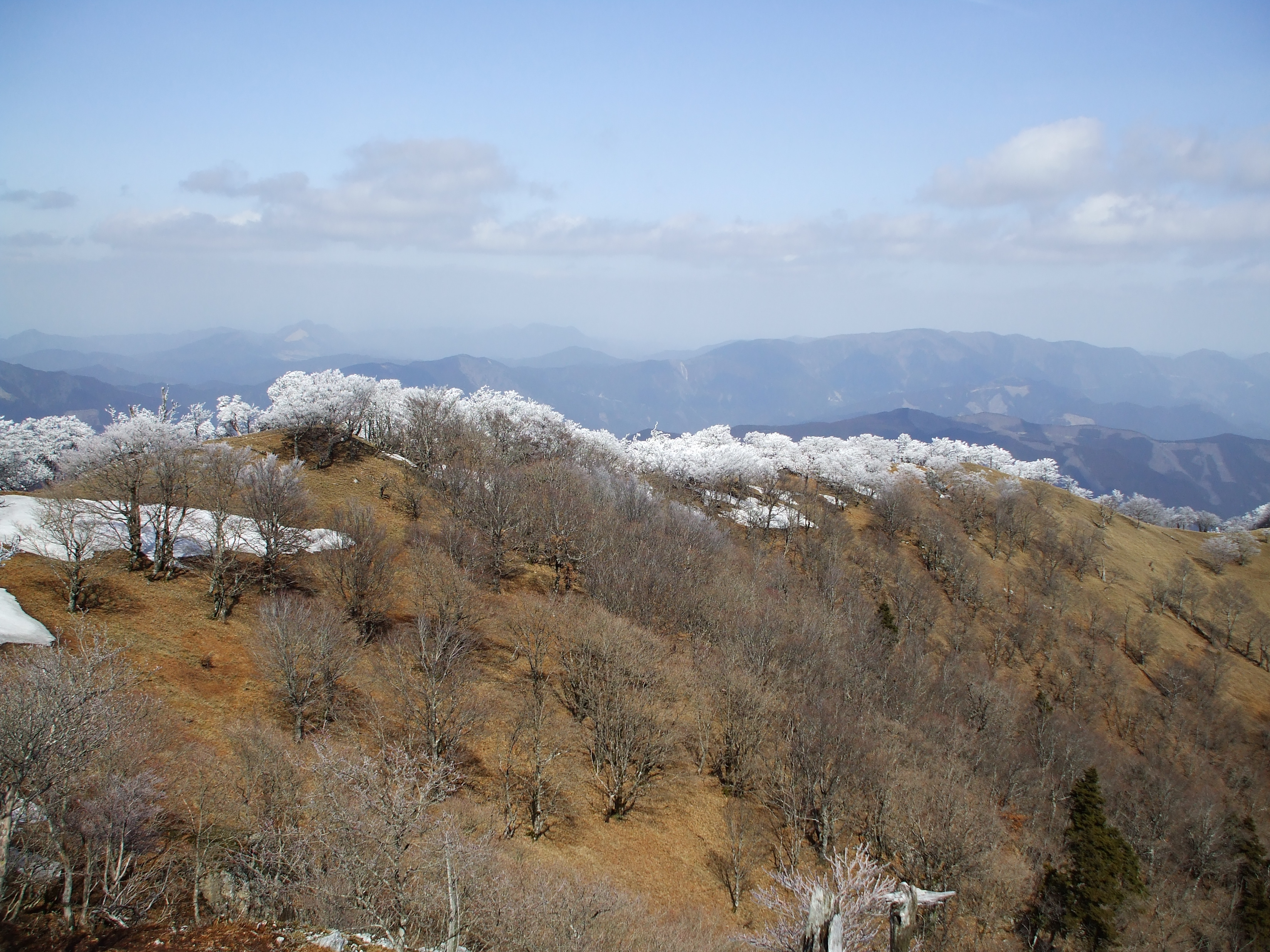
山頂から北北東を望む
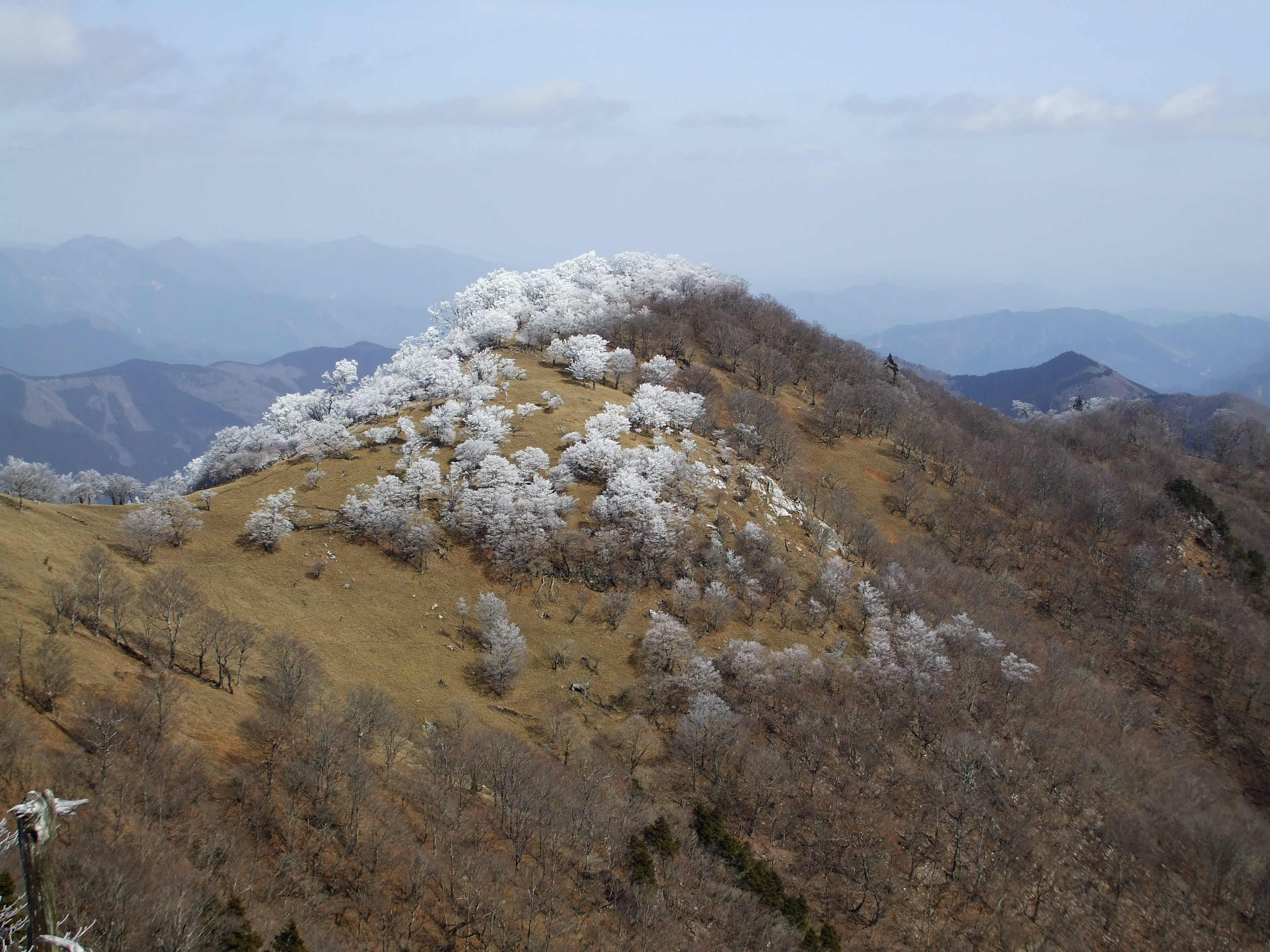
山頂から東北東に桧塚を望む
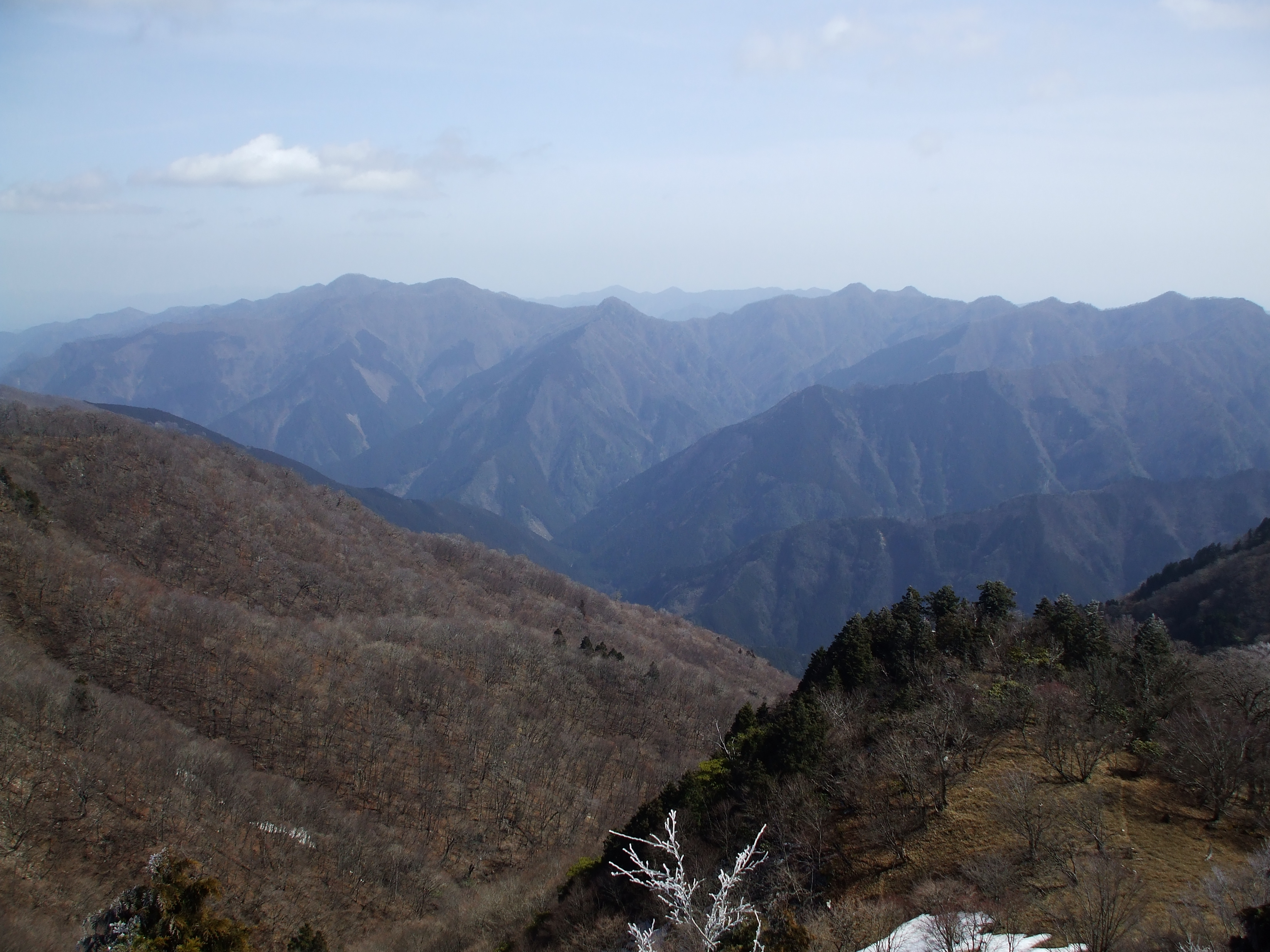
山頂から南東を望む
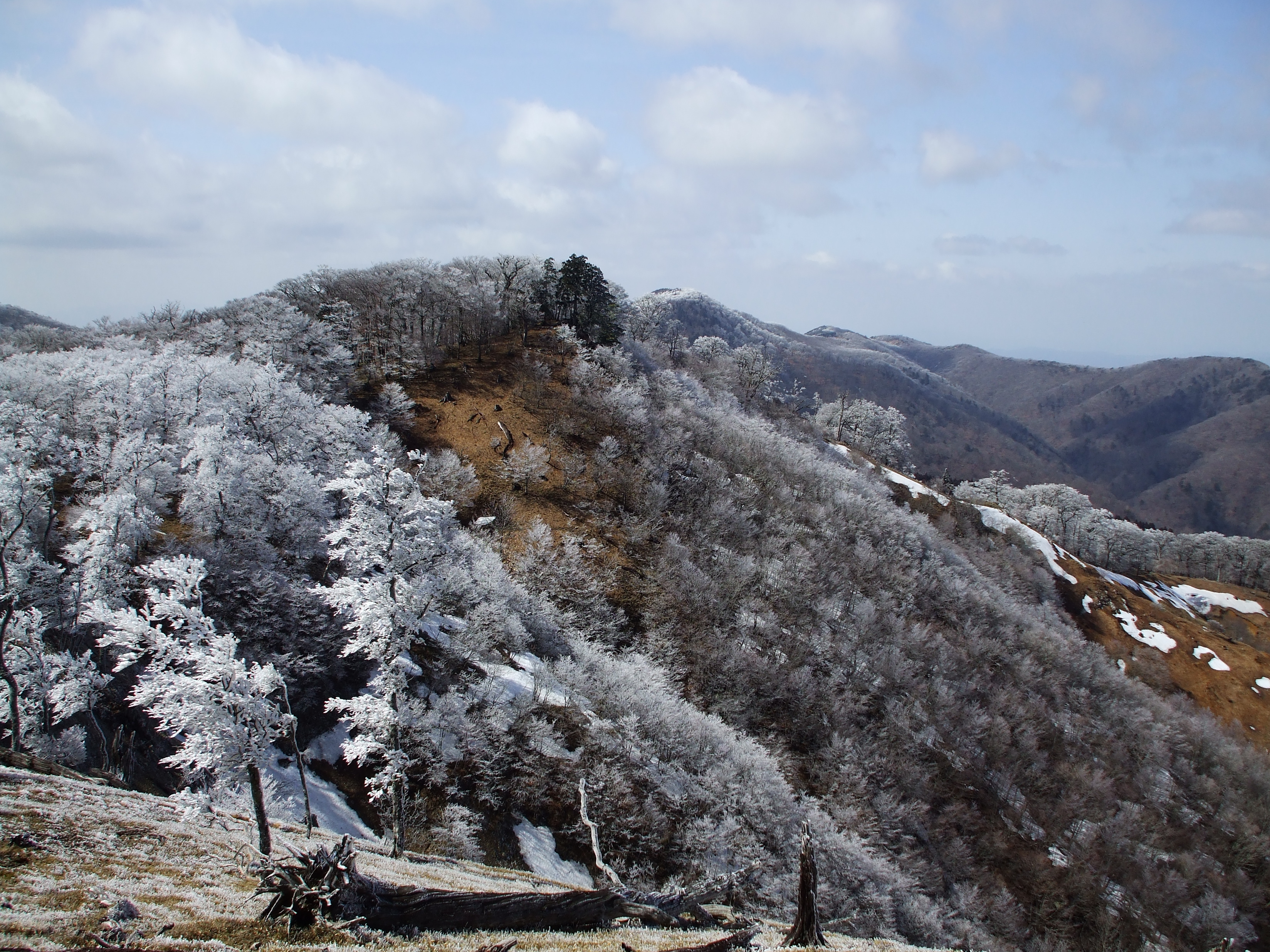
西北西を望む
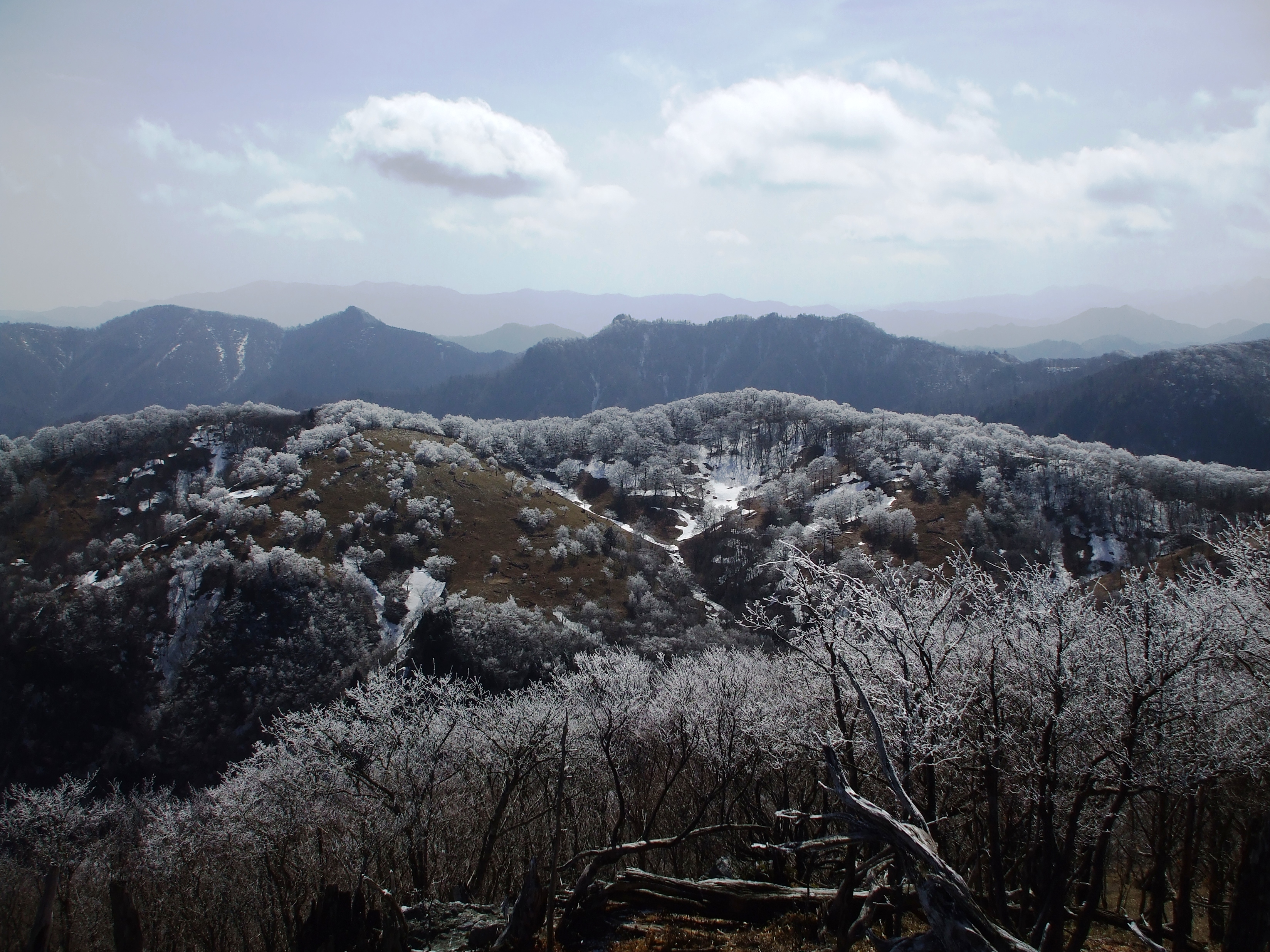
南南西を望む